# 陽明文庫

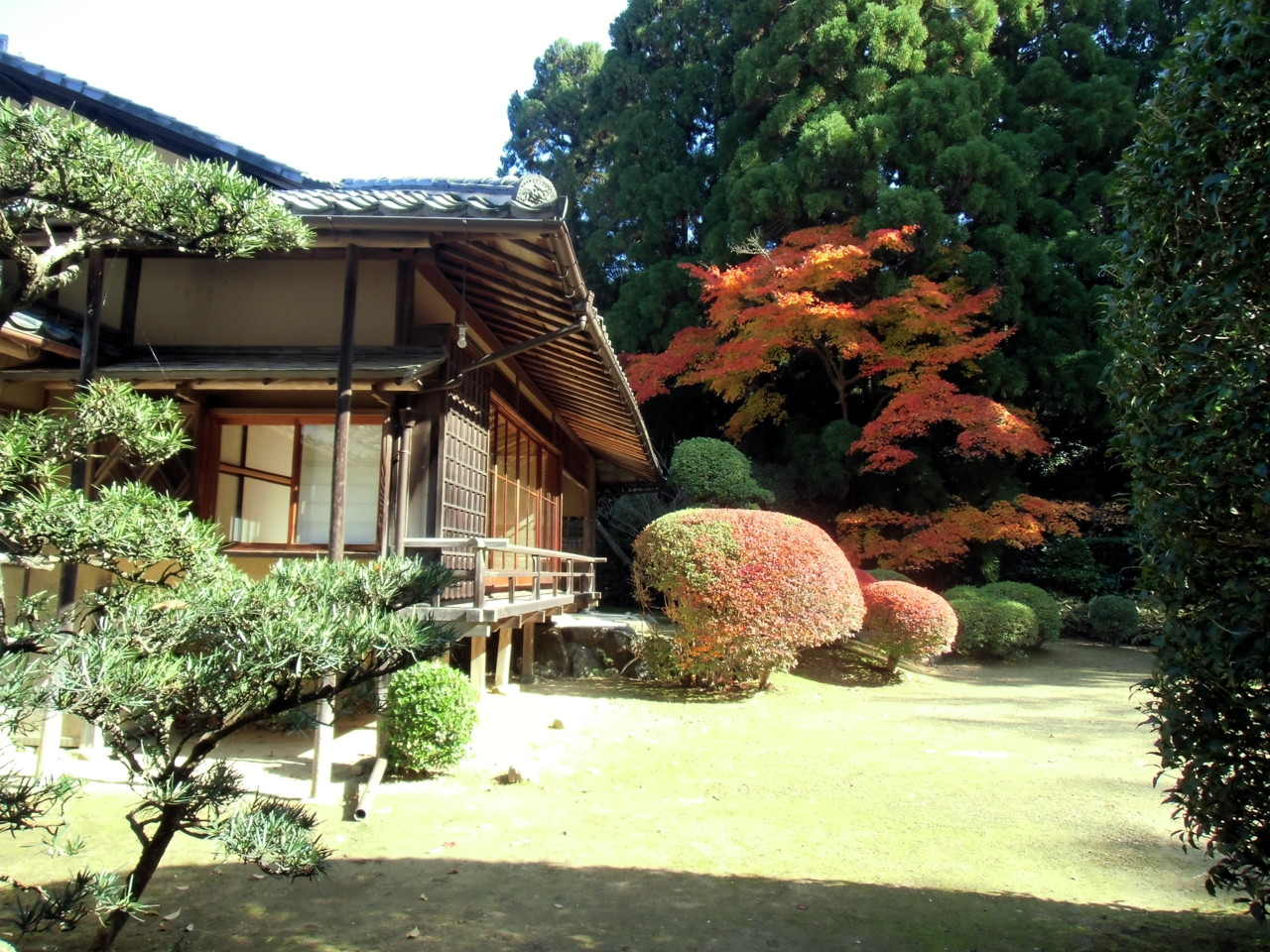
陽明文庫虎山荘

陽明文庫（ようめいぶんこ）は、京都市右京区宇多野上ノ谷町にある歴史資料保存施設及び公益財団法人（公益財団法人陽明文庫）。
公家の名門で「五摂家」の筆頭である近衞家伝来の古文書、典籍、記録、日記、書状、古美術品など約10万件に及ぶ史料を保管している。昭和13年（1938年）、当時の近衞家の当主で内閣総理大臣であった近衞文麿が京都市街地の北西、仁和寺の近くの現在地に財団法人陽明文庫を設立した。近衞家の遠祖にあたる藤原道長（966 - 1028）の自筆日記『御堂関白記』から、20世紀の近衞文麿の関係資料まで、1,000年以上にわたる歴史資料を収蔵し、研究者に閲覧の便を図るとともに、調査研究事業、展示出陳事業、複製本の刊行などの事業を行っている。2012年4月より公益財団法人に移行した。

## 近衞家と陽明文庫

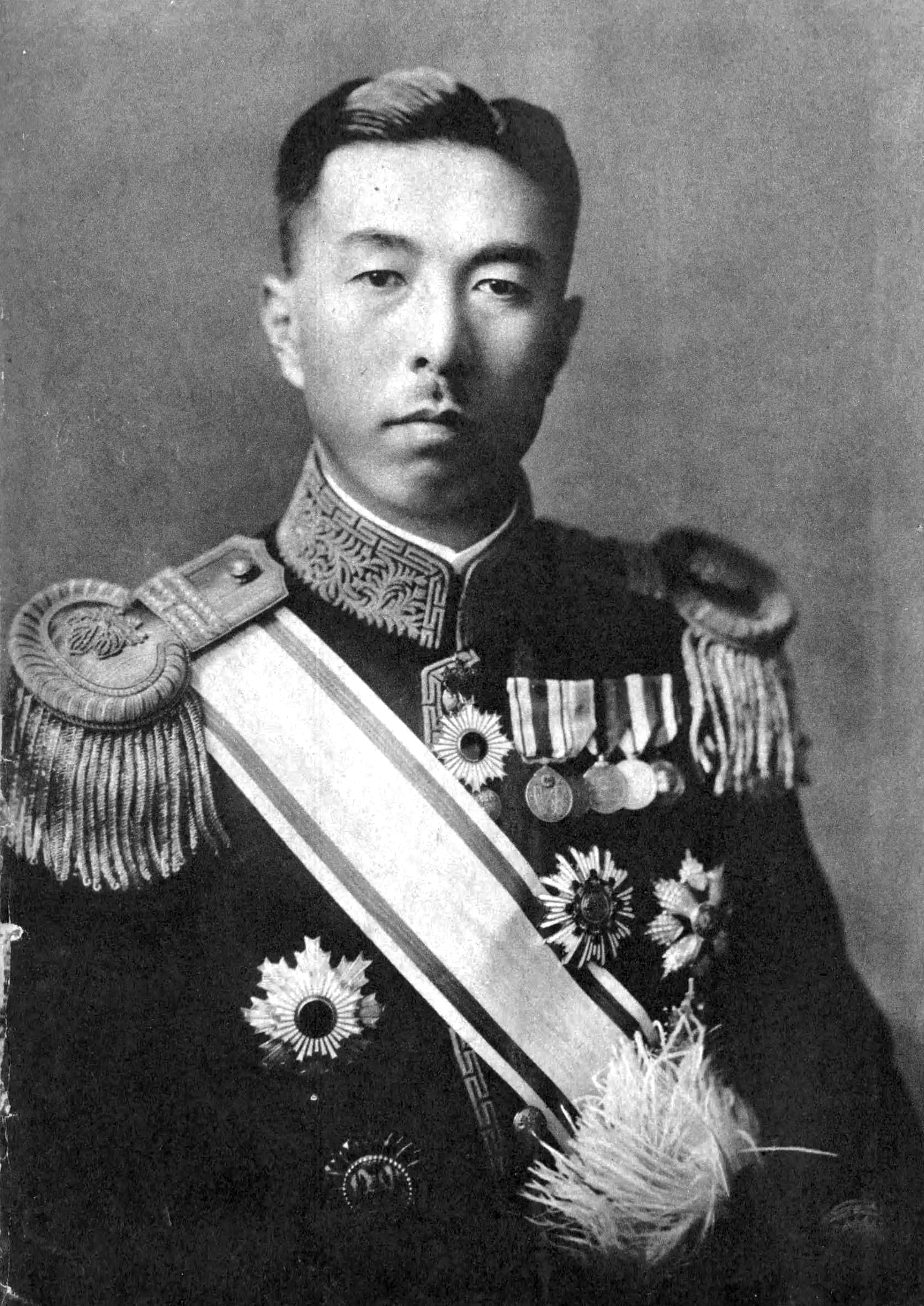
文庫設立者 近衞文麿

近衞家は藤原北家の流れを汲む家である。藤原氏は、12世紀に摂政、関白、太政大臣を務めた藤原忠通（1097年 - 1164年）の後、その長男・近衞基実（1143年 - 1166年）を祖とする近衞家と三男・九条兼実（1149年 - 1207年）を祖とする九条家の2家に分かれ、その後近衞家からは鷹司家が、九条家からは二条家、一条家が分かれた。後に近衞、鷹司、九条、二条、一条の5家を「五摂家」と呼ぶようになった。
近衞家の歴代当主は、藤原道長の日記『御堂関白記』をはじめ、先祖の日記や朝廷の儀式関係などの重要な文書記録を大切に伝えてきた。近衞家の当主は代々、摂政関白等の政治上の高い地位を占め、鎌倉時代以降は実権は伴わなかったとはいえ、朝廷の儀式などに関与し、摂関家としての権威を保ち続けてきた。そうした政務や儀式のよりどころとして、歴代当主の遺した日記や文書記録を保管することは近衞家にとって重要なことであった。
歴代の近衞家当主には、詩書画などの諸芸に通じた教養人・風流人が多く、彼らによって伝世の古文書が整理され、新たな書物が収集された。戦国時代の動乱期に関白・太政大臣を務めた13代当主近衞政家（1445年 - 1505年）は、応仁・文明の乱に際し、家伝の古文書50箱を京都の北郊の岩倉に疎開させた。応仁の乱によって近衞家の邸宅は焼失したが、古文書類は難を逃れた。16代当主近衞前久（号は龍山、1536年 - 1612年）は、室町幕府の崩壊、本能寺の変、徳川幕府成立という激動の時代に関白を務め、関白の職にありながら、上杉謙信と同盟を結んで越後や関東に赴くなど数奇な生涯を送った人物であるが、彼も当代きっての文化人で、和歌・連歌をよくし、能筆でもあった。
17代当主の近衞信尹（1565年 - 1614年) は三藐院（さんみゃくいん）と号し、「寛永の三筆」の一人に数えられる能書家で教養人であった。信尹には継嗣がなかったため、後陽成天皇の第4皇子であり、信尹には甥にあたる近衞信尋（号は応山、1599年 - 1649年）を養子に迎えた。信尋も書道、茶道、連歌などの芸道に通じた教養人であった。江戸時代中期の人物である21代当主近衞家熙（号は予楽院、1667年 - 1736年）も詩書画、茶道等諸芸に優れた教養人であった。家熙は古今の名筆を貼り交ぜたアルバムである「大手鑑」（おおてかがみ、現・国宝）を編纂し、また多くの名筆を臨書した。この中には家熙の臨書によってのみその存在が知られる筆跡も多く、資料的に貴重である。
これら歴代の近衞家当主によって守られてきた古文書類は、近代に入って明治33年（1900年）から数度に分けて京都帝国大学附属図書館に寄託された。その後、昭和期の当主であり、第二次大戦開戦に至る激動の時代に総理大臣を務めた近衞文麿は昭和13年（1938年）に財団法人陽明文庫を設立し、家蔵の資料の永久保存を図ることとした。「陽明」は、近衞家の別名であり、近衞家の屋敷が大内裏の外郭十二門の1つである陽明門から発する近衞大路沿いにあったことにちなむものである。
文庫は洛西の仁和寺の近くに位置する。約8,550平方メートルの宅地内には、文庫設立以来の建物である書庫2棟、閲覧事務所のほか、昭和19年（1944年）に建てられた数寄屋造の虎山荘が建つ。これらは昭和期の貴重な建造物として、国の登録有形文化財に登録されている。上記宅地のほとんどは京都市の歴史的風土特別保存地区内にある。また、宅地の北に接して28,916平方メートルの山林と溜池があり、環境と景観の保全が図られている。
蔵書は、藤原道長自筆の日記『御堂関白記』をはじめとする公卿の日記類がまとまって収蔵されており、いずれも一級の歴史資料である。また、天皇や歴史上の著名人の自筆書状、宮廷儀式関係、物語や和歌集の古写本なども多数収蔵し、歴史資料としてのみならず、書道史上の遺品としても貴重なものが多い。第二次大戦後、旧公家・大名家伝来の文化財の多くが散佚した中にあって、近衞家の所蔵品は、早くから財団化されていたため、まとまって伝来している点も貴重である。書庫の階上に陳列室があるが、原則として一般公開はしておらず、閲覧には紹介状が必要である。なお、主要な貴重書の影印は『陽明叢書』として逐次刊行されている。

## 文化財

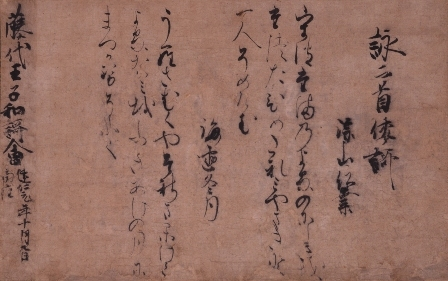
熊野懐紙3幅のうち 後鳥羽天皇筆

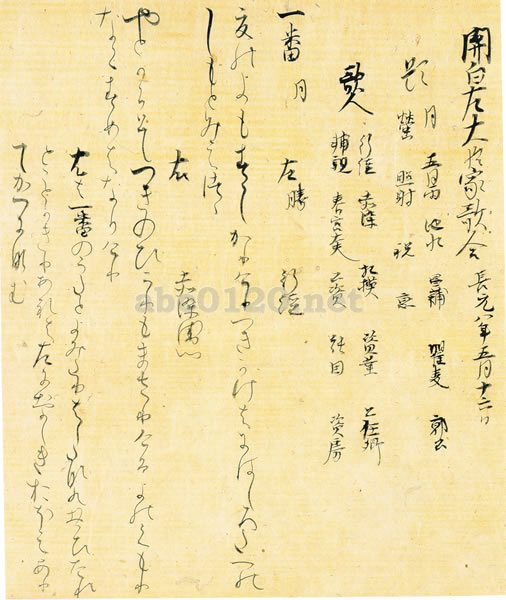
類聚歌合（二十巻本歌合）（部分）

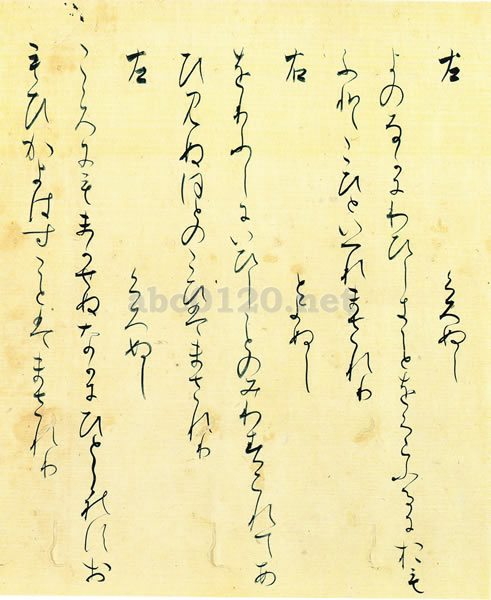
歌合巻第六（十巻本歌合）（部分）

### 国宝
- 御堂関白記  26巻（自筆本14巻、写本12巻）附:御堂御記抄5巻1幅、御堂御暦記目録1通 - 藤原道長の日記で、自筆本は33歳の長徳4年（998年）から55歳の寛仁5年（1021年）にわたり、断続的に14巻が残っている。
- 後二条殿記　30巻（自筆本1巻、古写本29巻） - 関白内大臣藤原師通の日記・・・写本は一条家の伝来本写本
- 倭漢抄　下巻  2巻 - 11世紀半ば書写と推測される『和漢朗詠集』下巻の零巻。同筆のまたは同系統の遺品として、高野切第三種、粘葉本和漢朗詠集（三の丸尚蔵館蔵）、元暦校本万葉集巻一（東京国立博物館蔵）、伊予切（和漢朗詠集の断簡、諸家分蔵）、蓬莱切（未詳歌集の断簡、諸家分蔵）、法輪寺切（和漢朗詠集写本の断簡、諸家分蔵）などがある。
- 神楽和琴秘譜  1巻
- 歌合（十巻本）巻第六　1巻（附:歌合目録1巻）
- 類聚歌合  19巻
- 熊野懐紙　3幅　後鳥羽天皇（1201年（建仁元年））、藤原家隆（1200年（正治）2年）、寂蓮（正治2年（1200年））筆
- 大手鑑（おおてかがみ）2帖（第一帖139葉、第二帖168葉）

### 重要文化財
日記類（歴代当主の日記）
- 知足院関白記（殿暦）22帖 - 関白藤原忠実(1078 - 1162)の日記
- 猪熊関白記 39巻（自筆本23巻、古写本16巻）- 摂政、関白、太政大臣近衞家実(1179 - 1242)の日記
- 岡屋関白記 7巻 - 近衞兼経(1210 - 1259)の日記
- 深心院関白記 7巻（具注暦本3巻、古写本4巻） - 関白、左大臣近衞基平(1246 - 1268)の日記
- 後深心院関白記 49巻（附:近衞政家筆目録1冊） - 近衞道嗣(1333 - 1387)の日記
- 後法興院記 3巻27冊 - 関白太政大臣近衞政家(1444 - 1505)の日記
- 後法成寺関白記 21冊[14] - 関白太政大臣・14代当主近衞尚通(1472 - 1544)の日記

日記類（その他）
- 九暦記抄（承平六年九月廿一日条等） - 右大臣藤原師輔(908 - 960)の日記の抄録本
- 永昌記 3巻 - 藤原為隆(1070 - 1130)の日記
- 大府記（寛治六年春、古写本） - 藤原為房(1049 - 1115)の日記
- 兵範記 45巻（古写本29巻、伝近衞家煕筆写本16巻）- 平信範(1112 - 1187)の日記
- 愚昧記 3巻（自筆本2巻、古写本1巻） - 左大臣三条実房(1147 - 1225)の日記
- 吉黄記（康元元年、自筆本） - 中納言勧修寺（吉田）経俊(1214 - 1276)の日記
- 後愚昧記（貞治六年、自筆本） - 三条公忠(1324 - 1383)の日記
- 中右記 44巻 - 右大臣藤原宗忠(1062 - 1141)の日記
- 延喜天暦御記抄 - 醍醐天皇、村上天皇の日記の抄録本
- 平記 10巻（親信記4巻、行親記1巻、定家記1巻、知信記2巻、時信記2巻）附:範国記新写本1巻、知信記新写本2巻

書状類
- 後深草天皇宸翰消息（十月廿八日）
- 後小松天皇宸翰消息（卯月五日）
- 後朱雀天皇宸翰消息（護国品中云々） - 1044年（長久5年）天皇36歳の筆跡。当時の摂籙・藤原頼通宛だと推測され、内容は『金光明最勝王経四天王護国品』にある「三種陀羅尼（護身呪・神呪・本呪）」の箇所について、他筆に頼らず自ら進上するよう命じたもの。後朱雀天皇の書跡は、本作品を含めて2点しか現存しない。
- 花園天皇宸翰消息（十一月十八日）
- 尊円親王消息（二月五日）
- 藤原忠通書状 3通
- 慈円消息（九品哥事）
- 明恵上人消息（二月六日）
- 平信範消息（十二月十二日）
- 源家長消息 2幅（二月四日、十五日）
- 冷泉為相消息並万里小路宣房返状

物語、和歌集など
- 源氏物語 54帖
- 古今集 2帖　冷泉為相筆（嘉禄本）（附:三条西公条極状1通、後西天皇宸翰極状1葉）
- 後拾遺抄 上 建長元年奥書
- 六条斎院歌合（二条切）1幅
- 和漢朗詠集巻下断簡（多賀切巻末） - 1116年（永久4年）藤原基俊筆。元は巻子本に和漢朗詠集を書写したもの。本作の奥書によって、作成日と執筆者が分かるが、平安時代の古筆切でこれらが判明するのは極稀であり、日本書道史の基準作として貴重。
- 四条宮歌合序
- 論春秋歌合
- 歌合序
- 白氏文集新楽府断簡四種 3葉1巻
- 金泥絵料紙墨書孝明天皇宸翰御製 安政二年奥書

法制書
- 法曹至要抄 上中下 3巻
- 裁判至要抄 弘長三年奥書

音楽書
- 琴歌譜 天元四年奥書
- 古謡集 承徳三年奥書
- 五絃琴譜

文書記録類
- 近衞家実摂政辞表文書（8通）1巻
- 雑事要録 32冊
- 近衞家所領目録 享徳三年奥書
- 摂関家旧記目録（永久五年二月十日）[15]
- 摂関系図[16]
- 宮城図 - 1319年（元応元年）8月書写で、年代が明記されたなかでは現存最古の内裏の図面。平安宮内裏の図面、及び内裏の造営を担当した諸国の国充（内裏造営では、殿舎ごとに諸国が造営を負担する）、内裏焼失に関する文書が付されている。書写したのは鎌倉幕府御家人で、鎌倉武士の平安宮内裏との向き合い方を考察する上で貴重。
- 車図[17]

その他
- 明恵上人夢記（同十一日夜夢云）
- 遊仙窟 嘉慶三年円賀奥書
- 幼学指南鈔 巻第十五、巻次未詳残巻 2帖
- 不空羂索神呪心経（元慶五年五月七日藤原高子願経）

美術工芸品
- 絹本着色春日鹿曼荼羅図
- 短刀　銘吉光
- 太刀　銘秀近
- 太刀　銘長光
- 太刀　銘備前国宇甘郷雲生　八幡大菩薩
- 砧青磁鳳凰耳花生（きぬたせいじほうおうみみはないけ）銘千声 - 中国・南宋

出典：2000年までに指定の国宝・重要文化財については、『国宝・重要文化財大全 別巻』（所有者別総合目録・名称総索引・統計資料）（毎日新聞社、2000）による。2001年以降の指定物件については、個別に脚注を付す。
収蔵品より

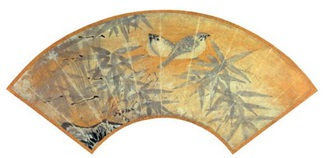
紙本墨画竹雀図扇面 後陽成天皇筆
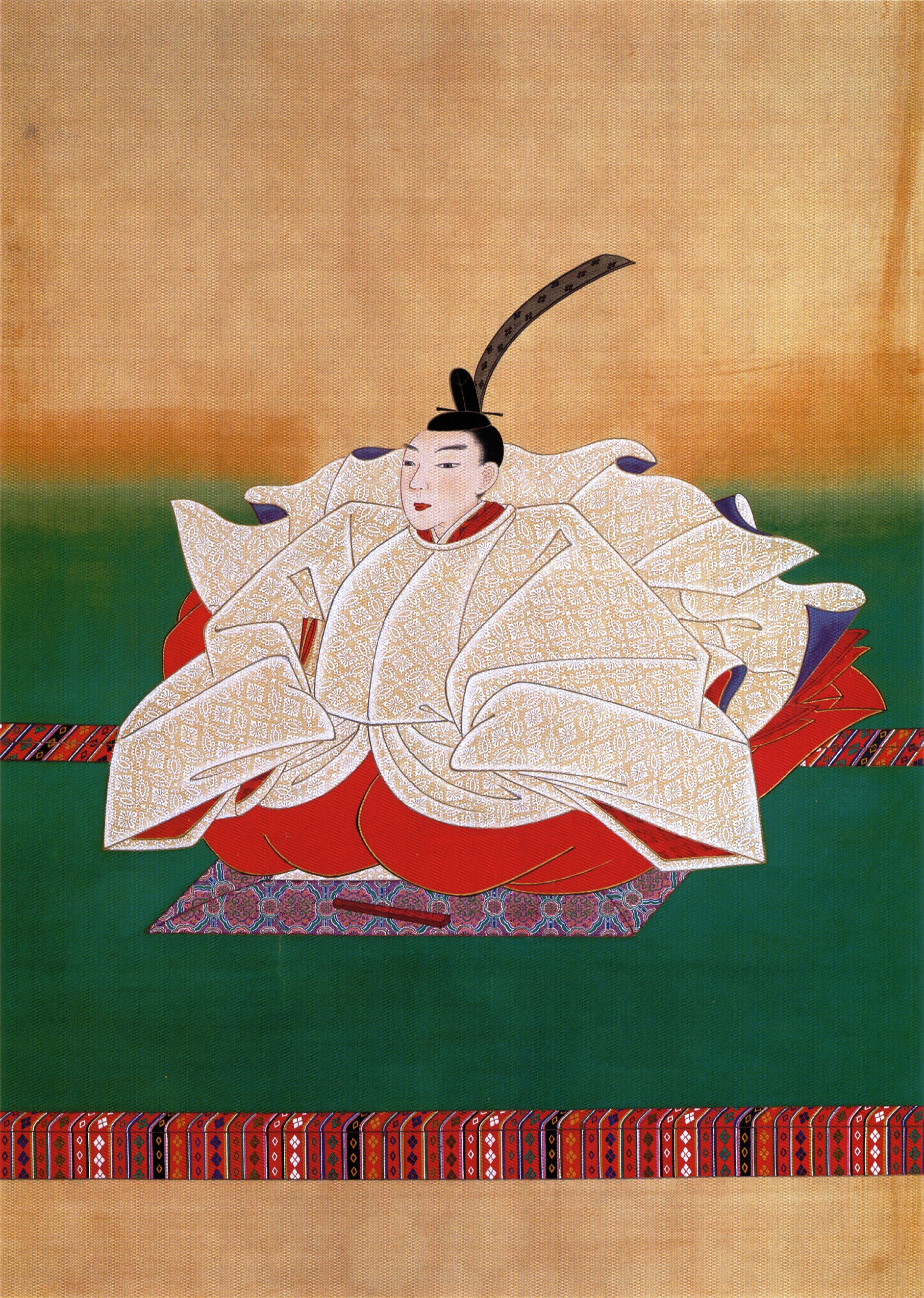
後桃園天皇像
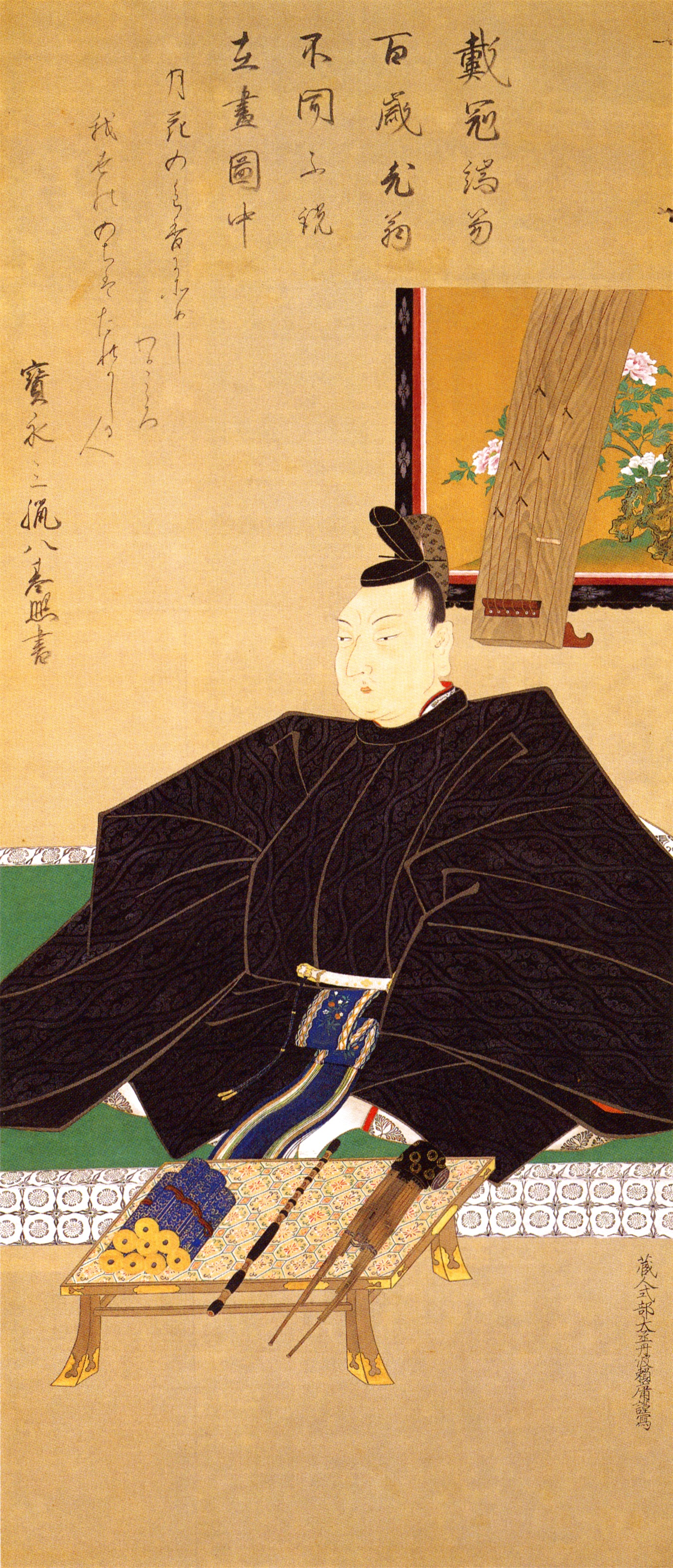
近衞基熙像 丹波頼庸筆 近衞基熙賛
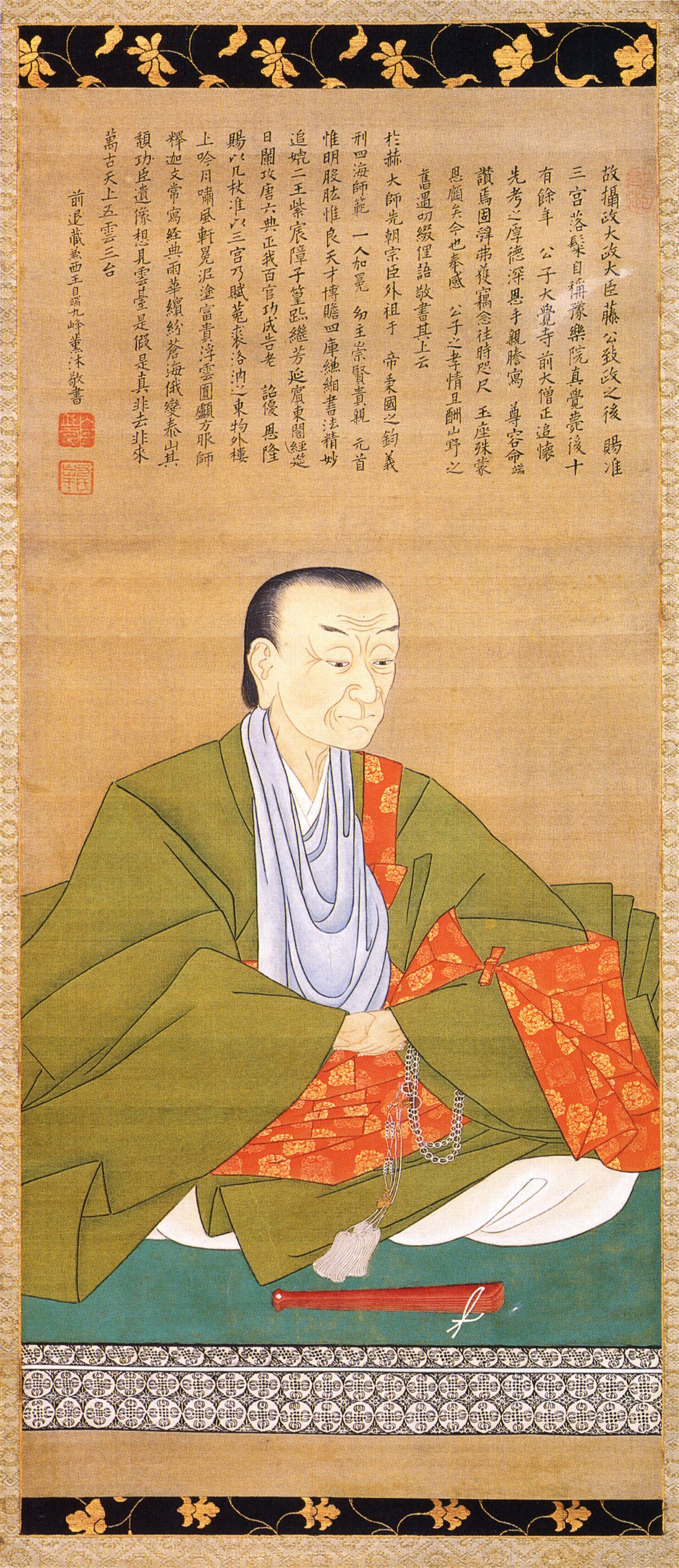
近衞家熙（予楽院）像 寛深筆 九峰自端賛

## 所在地・利用情報
- 閲覧には学者・研究者の紹介が必要。
- 展示 観覧は春・秋各3か月間のみ（予約のあった団体に限る）。10:00～16:00、日・祝休。
- 住所 京都市右京区宇多野上ノ谷町1-2
- アクセス 京都駅より京都市営バス・JRバス栂尾方面行き「福王子」下車徒歩数分

## 関連文献
- 『陽明叢書』、思文閣出版
- 『陽明墨宝』、陽明文庫編、春名好重解説、淡交社、1982年、ISBN 4-473-00792-8
- 『陽明世伝』、東京大学出版会　1985年復刻